# Cantonul Lorris
Cantonul Lorris este un canton din arondismentul Montargis, departamentul Loiret, regiunea Centru, Franța.

## Comune
- Chailly-en-Gâtinais
- Coudroy
- La Cour-Marigny
- Lorris (reședință)
- Montereau
- Noyers
- Oussoy-en-Gâtinais
- Ouzouer-des-Champs
- Presnoy
- Saint-Hilaire-sur-Puiseaux
- Thimory
- Varennes-Changy
- Vieilles-Maisons-sur-Joudry